# У пошуках радості
«У пошуках радості» (рос. «В поисках радости») — радянський художній драматичний фільм 1939 року, знятий режисерами Вірою Строєвою і Григорієм Рошалем на кіностудії «Мосфільм».

## Сюжет
За мотивами роману Федора Панфьорова «Бруски». Селянин Микита Гурьянов (Володимир Грибков) після довгих років мандрів повертається в рідне село. Тут, в колгоспі, він сподівається на необхідний достаток, мир і спокій. Але колишні куркулі розраховують на Гур'янова, як на однодумця. Після викриття куркулів йому вдається залучити на свою сторону багатьох селян і восени отримати перший хороший урожай. Фільм відновлений на кіностудії «Мосфільм».

## У ролях
- Володимир Грибков — Микита Семенович Гур'янов (роль озвучив Володимир Балашов)
- Катерина Купріянова — Анчурка Куд'ярова, пташник, вдова
- Євген Самойлов — Кирило Ждаркін, начальник МТС, племінник Микити Гур'янова
- Володимир Соловйов — Єпіфан Васильович Чанцев, бригадир шостої бригади (роль озвучив Георгій Юматов)
- Павло Оленєв — Митька Спірін
- Олексій Жильцов — Захар Вавілич Катаєв, голова колгоспу (роль озвучив Степан Бубнов)
- Тіна Гурко — Стеша, Степанида Степанівна, секретар парторганізації
- Інна Федорова — Марійка, трактористка
- Анна Павлова — Олена, дружина Митьки Спіріна
- Йосип Толчанов — Філат Гусєв, кум Микити Гур'янова
- Георгій Чорноволенко — Ілля Максимович Плакущев
- Георгій Бобинін — колгоспник з бригади Чанцева
- Микола Юдін — колгоспник з бригади Чанцева
- Марія Сапожникова — колгоспниця
- Федір Іванов — колгоспник
- Олена Ануфрієва — мати Митьки
- Олександр Фролов — агроном

## Знімальна група
- Режисери — Віра Строєва, Григорій Рошаль
- Сценарист — Федір Панфьоров
- Оператор — Михайло Гіндін
- Композитор — Микола Крюков
- Художники — Йосип Шпінель, Арнольд Вайсфельд